# De Koning van Polen

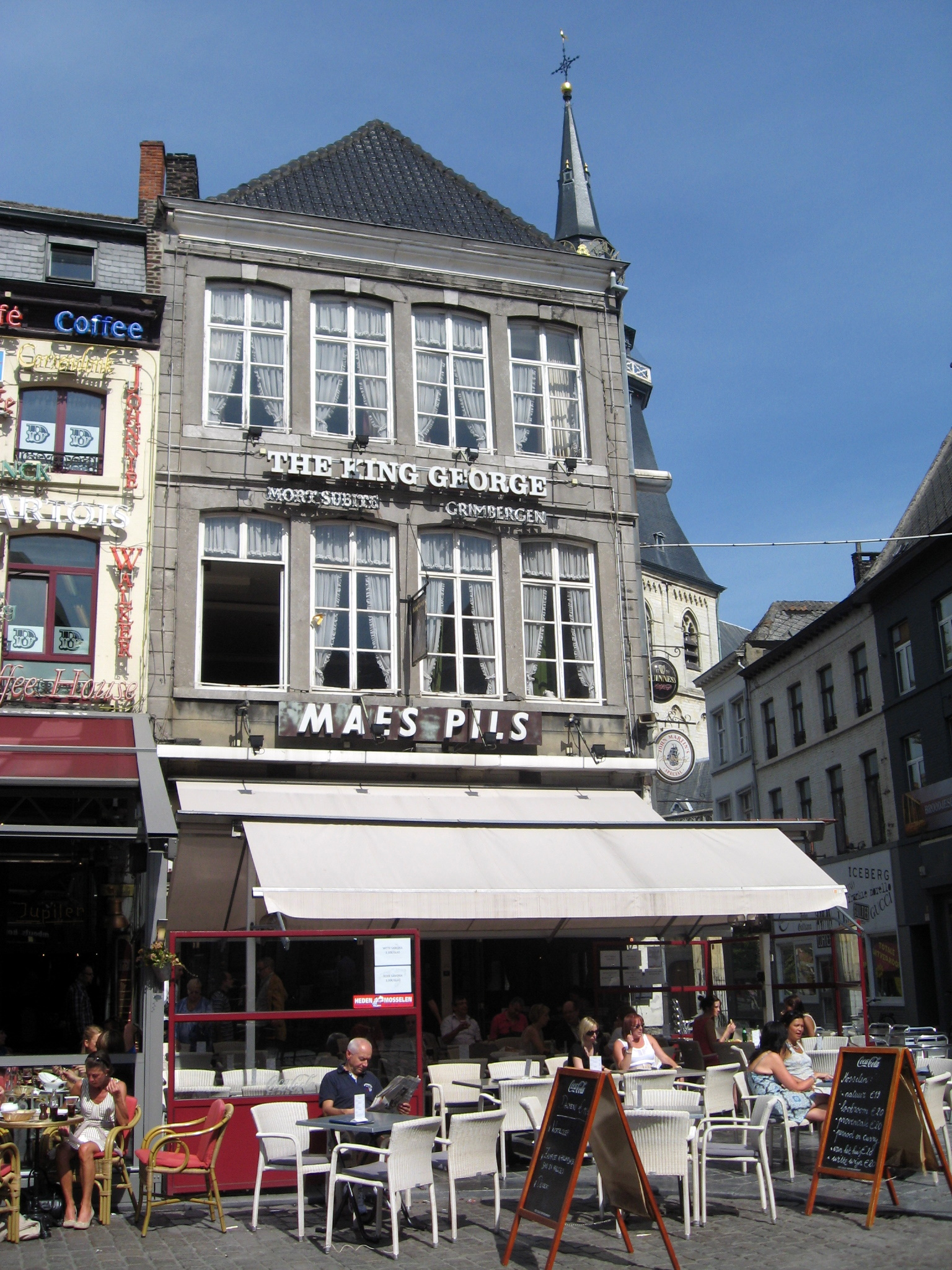
De Koning van Polen

De Koning van Polen is een huis aan de Grote Markt 11 te Hasselt.
In de 16e eeuw stond hier het huis: De Stadt van Thienen, terwijl het huidige huis in 1783 werd gebouwd door kapitein Jan-Antoon Bamps-Milliard. Het stond toen ook wel bekend als: In de Waepen van den Coninck van Polen.
Hoewel het huis in baksteen is gebouwd, werd het van een kalkstenen gevelbekleding (parement) voorzien. Tegen de zijgevel stond vroeger nóg een huis, waardoor de doorgang van de Grote Markt naar de Sint-Quintinuskathedraal vroeger slechts een smalle steeg vormde. Dit huis werd echter afgebroken, waarna de zijgevel met baksteen werd bekleed.
De laatste decennia is de benedenverdieping van het huis, dat in 1980 de monumentenstatus verkreeg, in gebruik geweest als horecagelegenheid, onder namen als: Café de la Nation, Café Continental en The King George.